# Chiesa di Sant'Egidio (Staffolo)
La chiesa di Sant'Egidio è la parrocchiale e il principale luogo di culto di Staffolo, nella provincia di Ancona, nelle Marche.
Costruita fra XII e XIII secolo, contiene un pregevole polittico del Maestro di Staffolo.

## Storia

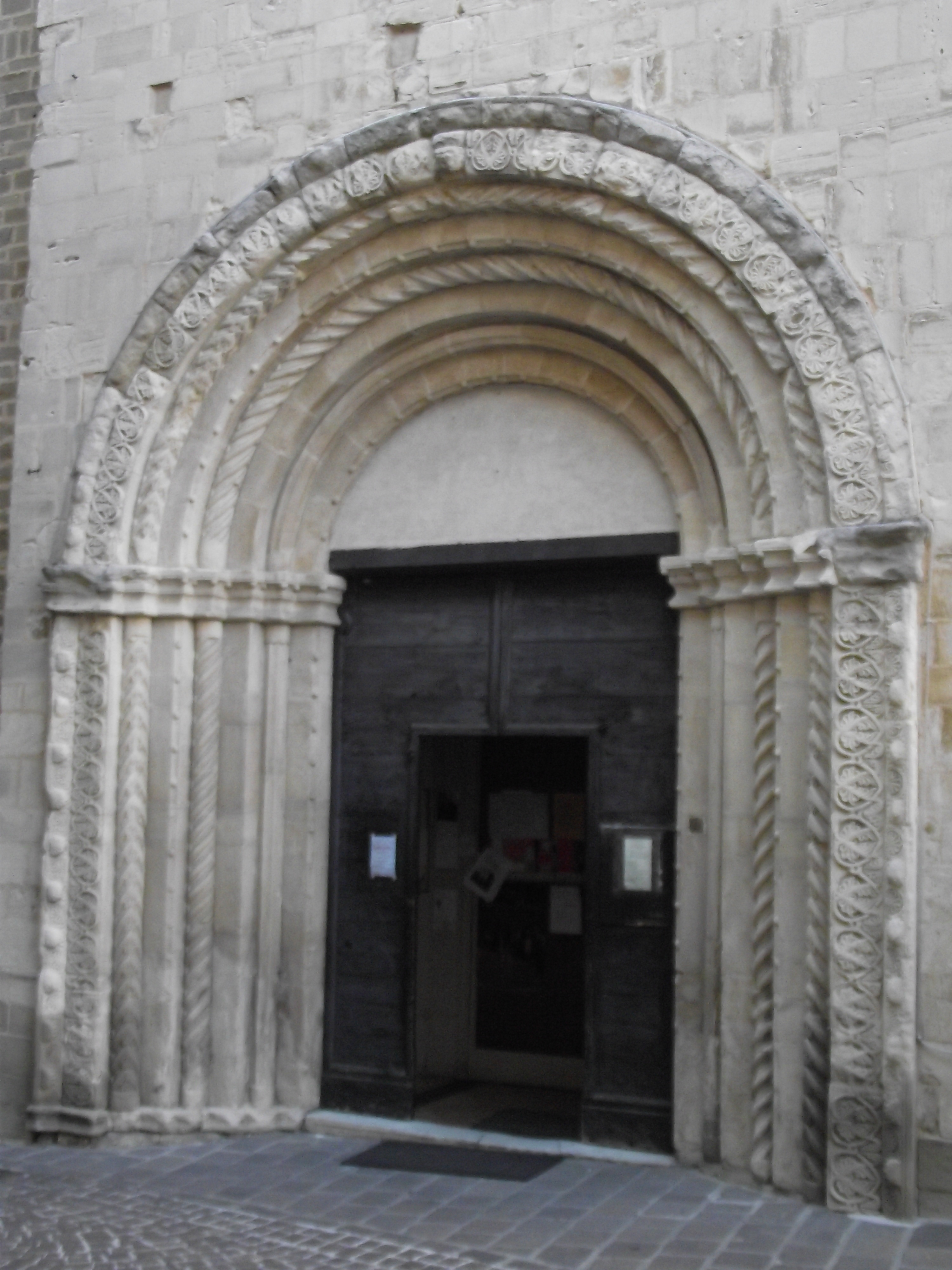
Il portale duecentesco.

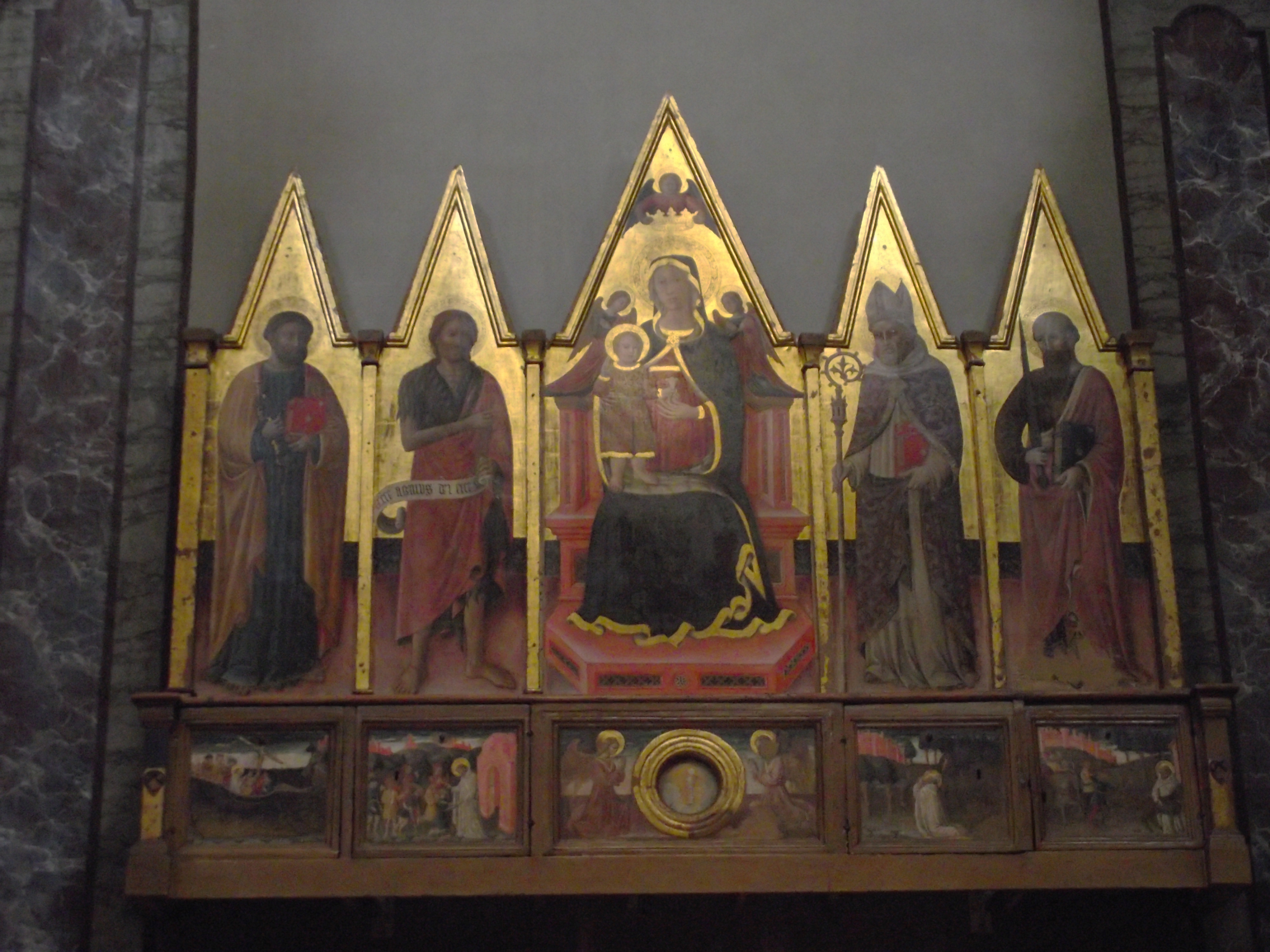
Il Pentittico del Maestro di Staffolo.

La chiesa viene citata per la prima volta nel 1270 come pieve. Della struttura romanica originaria si conserva, sulla facciata, il bel portale ad archi concentrici su colonnine, decorato con motivi a rilievo geometrici e vegetali.
La monofora in cima alla facciata rivela un influsso gotico dovuto all'arco a sesto acuto. Nei secoli XVI-XVII la chiesa venne ristrutturata e nel XVIII secolo venne ampliata e rifatta all’interno in forme classicheggianti.

## Descrizione

### Interno
All'interno la chiesa contiene varie opere pittoriche: Sulla destra, a ridosso dell’ingresso, è visibile la parte di un secolo raffigurante 
- San Rocco e San Biagio, affreschi del XV secolo[1][2]
- Predella della Vergine, raffigurante l'Incoronazione, la Visitazione e la Natività della Vergine, attribuita alla Scuola del Lotto, XVI secolo[1][2]
- Episodio della Vita di Sant'Egidio, pala dell’altar maggiore, XVII-XVIII secolo
- Anime del purgatorio, tela dell'altare del trasmetto sinistro, XVIII secolo
- L’ultima cena, tela dell'altare del trasmetto destro, XVIII secolo

#### Pentittico della Madonna e Santi
La maggiore opera ivi conservata è il pentittico della Madonna e Santi, opera della metà del XV secolo del Maestro di Staffolo. 
La pala rappresenta al centro la Vergine con Bambino in Trono e ai lati San Pietro, San Giovanni Battista, Sant’Egidio e San Paolo. 
La predella rappresenta alcune scene della Vita di Sant’Egidio.